# Comparaison du volume de sources courantes de bruit
 (juin 2016).
Si vous disposez d'ouvrages ou d'articles de référence ou si vous connaissez des sites web de qualité traitant du thème abordé ici, merci de compléter l'article en donnant les références utiles à sa vérifiabilité et en les liant à la section « Notes et références ».
Cet article présente les méthodes permettant la comparaison du niveau acoustique des bruits, et quelques valeurs communément admises dans des situations ordinaires.
Les estimations numériques du niveau de bruit servent en cas de litige. L'inconfort que cause un bruit n'a pas de rapport nécessaire avec le niveau. Une goutte d'eau à intervalles irréguliers, mais fréquents, dans le silence, peut produire un inconfort sans rapport avec un niveau sonore infime. Des amateurs peuvent prendre plaisir à des sons d'un niveau si élevé qu'il constitue un risque pour leur audition.
On peut caractériser et comparer les sources sonores par leur puissance acoustique, à partir de laquelle on estimera le niveau sonore qu'elles produisent dans un lieu donné.
On peut constater le bruit dans un lieu à partir de la pression acoustique. Cette mesure ne caractérise la source que pour autant qu'on connaisse la direction et la distance et qu'on soit en champ libre. La pression acoustique est souvent affectée d'une pondération en fréquence, comme dans les dBA ou en durée, comme dans les SEL.
La cotation du bruit en sones est une tentative, au prix de méthodes plus complexes, de mieux représenter le volume psychoacoustique du son.

## Niveau sonore et limites
Le niveau de bruit s'exprime couramment en décibels. La grandeur physique qui provoque l'audition d'un son est la pression acoustique, une faible variation de la pression atmosphérique autour de son niveau moyen. Dans la plage de fréquences de cette vibration à laquelle l'homme est le plus sensible, vers 1 500 Hz (le sol de l'octave 5 du piano, juste à droite du milieu du clavier), on entend des sons à partir d'une pression acoustique d'environ 20 μPa. Les sons commencent à être douloureux vers 10 Pa. La pression acoustique étant une variation de la pression atmosphérique, elle ne peut pas la dépasser, ce qui limite sa valeur de crête à environ 100 000 Pa.
On parle en général de la « force » d'un son ; en musique, le « volume » d'un son musical est une métaphore qui exprime sa capacité à bien « remplir » une salle, c'est-à-dire qu'on l'entende bien partout. En psychoacoustique on appelle ce caractère la sonie ; des expériences ont montré que la plus faible différence de sonie perceptible entre deux stimulus sonores correspond à un accroissement d'environ 10 % de la pression acoustique.
Pour ces raisons, les acousticiens communiquent, plutôt que la pression acoustique, le niveau de pression acoustique, exprimé en décibels par rapport à 20 μPa. Les valeurs sont toujours positives, et les décimales sont inutiles.
- 1 dB correspond à peu près à la plus faible différence de force du son qu'on puisse percevoir.
- Lp = 0 dB re 20 μPa est l'écriture normalisée qui correspond à un son si faible qu'il est imperceptible.
- Lp = 120 dB re 20 μPa correspond à un son à la limite de la douleur.
- Lp = 190 dB re 20 μPa correspond à un son au maximum théorique. En réalité, aucune source ne peut produire cette pression acoustique ; à ce niveau et au-delà, on parle d'onde de choc[d].

### Niveau exceptionnel: Saturn V
La NASA a rendu publiques les études qu'elle a demandées sur les émissions sonores des fusées au décollage. Il fallait savoir à quelle distance le bruit du lancement allait obliger les personnes à porter une protection auditive, mais aussi évaluer le niveau extrême des vibrations sonores qui devaient affecter des objets délicats comme les caméras de télévision installées sur et à proximité du pas de tir. L'étude prévoyait un niveau sonore global de Lp = 128 dB re 20 μPa à 3 km.
On peut calculer la puissance acoustique totale correspondant à ce niveau. On considère, comme les auteurs du rapport, que le son se répartit uniformément dans l'hémisphère au-dessus du sol.
1. Le niveau 128 dB re 20 μPa se traduit par la pression acoustique 50 Pa.
2. 50 Pa, avec une onde progressive, équivalent approximativement à une intensité acoustique de p²/400, soit 6,3 W m−2
3. Cette puissance par mètre carré s'exerce sur une demi-sphère de 3 000 m de rayon, d'une aire égale à 2πr², soit à peu près 57 millions de m².
4. La puissance acoustique équivalente totale (prévue) est donc d'environ 350 MW, soit à un niveau de puissance acoustique LW = 205 dB re 1 pW.

Contrairement à la pression acoustique, qui ne peut dépasser la pression atmosphérique, la puissance acoustique est une construction abstraite qui n'a pas de limite. Si un calcul partant d'une puissance acoustique arrive à un niveau de pression acoustique supérieur à Lp = 190 dB re 20 μPa, c'est qu'on est sorti du domaine d'application de cette notion.

## Niveaux de puissance acoustique
Si, comme dans l'exemple du lancement de fusée, on peut remonter, en champ libre, du niveau sonore à la puissance acoustique en connaissant la distance, il n'en va pas de même dans un espace partiellement clos, comme une rue, ou entièrement clos, comme une salle de concert. Dans ce cas, la réverbération sur les parois contribue au niveau sonore. La relation entre puissance acoustique à la source et niveau dans l'endroit considéré s'établit approximativement par un calcul acoustique propre au local et au point de mesure.
Pour calculer la puissance acoustique d'une source, on mesure en plusieurs points autour de celle-ci la pression acoustique dans une chambre anéchoïque, pour obtenir le meilleur équivalent d'un champ libre. À défaut, on utilise un dispositif d'évaluation de l'intensité acoustique, dirigé en direction de la source pour éliminer, autant que faire se peut, les réflexions sur les parois. On obtient, par interpolation numérique, le diagramme de la directrice d'émission, et par intégration de celle-ci, la puissance acoustique rayonnée totale, éventuellement modifiée par la pondération fréquencielle A ou C.

### Exemples de puissance acoustique de sources courantes de bruit
Le tableau ci-dessous reprend les puissances en watts et niveaux en décibels par rapport à un picowatt de quelques sources courantes de bruit.
| Puissance acoustique | Niveau LW    | Exemple                                      |
| -------------------- | ------------ | -------------------------------------------- |
| (W)                  | (dB re 1 pW) | Exemple                                      |
| > 1 000 000          | 180          | Fusée                                        |
| 30 000               | 165          | Avion Caravelle au décollage                 |
| 1 000                | 150          | Ordre de grandeur pour les avions à réaction |
| 100                  | 140          | Orchestre symphonique                        |
| 1 à 200              | 120 à 143    | Haut parleur                                 |
| 0,1                  | 110          | Marteau piqueur                              |
| 0,001 à 0,01         | 90 à 100     | Cri                                          |
| > 0.001              | >90          | Voix humaine (chant)                         |
| 0.00001 à 0.0001     | 70 à 80      | Voix normale                                 |
| < 0.000001           | < 60         | Montre mécanique de gousset                  |
| 0.0000000001         | 20           | Chuchotement                                 |

### Émission sonore de l'équipement utilisé en extérieur
Une directive de l'Union européenne limite la puissance acoustique des « émissions sonores dans l'environnement des matériels destinés à être utilisés à l'extérieur des bâtiments ». Elle fixe le niveau admissible de puissance acoustique en dB re 1 pW des engins de chantier en tenant compte de leur puissance, de leur masse, de leur largeur d'action.
- Ces engins ne doivent pas émettre de niveaux de puissance sonore supérieur à 103 dB LW re 1 pW si leur puissance est inférieure à 55 kW ;
- dans le cas contraire, leur puissance maximale admissible d'émission acoustique est fixée à 84 + 11 log P, où P est la puissance en kW.

Un engin de 110 kW ne peut ainsi dépasser 106dB LW re 1 pW.

## Niveaux de pression acoustique
Les niveaux de pression acoustique, mesurables avec un sonomètre, sont les plus souvent annoncés. Ils ne caractérisent que la nuisance sonore, là où les habitants la ressentent. Pour qu'elle signifie quelque chose quant à la source, il faut indiquer une distance en champ libre. La plupart des sources n'émettent pas également dans toutes les directions, et il faut aussi le préciser. Ces détails sont toujours indiqués dans les textes de loi, par exemple ceux sur le bruit des motocyclettes.

### Bruits d'avion
Les bruits d'avion présentent un cas où toutes ces difficultés se combinent, lorsqu'on veut comparer les aéronefs en conditions réelles. L'altitude, la vitesse, le type de propulsion, le régime de vol, les conditions météorologiques, la position de l'observateur par rapport à la trajectoire de l'avion, le relief et les constructions affectent la pression acoustique mesurée, bande de fréquence par bande de fréquence.
Les campagnes de mesure entreprises en France ont montré que le bruit des avions de transport lourds descendant vers l'aéroport est perçu jusqu'à 95 km du point d’atterrissage ; il est mesurable jusqu'à au plus 75 km. Pour une mesure au décibel près, le niveau de pression acoustique du bruit de l'avion doit être au moins 6 dB au-dessus de celui du bruit de fond que constitue l'ambiance au moment de la mesure. Les données du contrôle du trafic aérien permettent d'évaluer la distance entre point de mesure et source. Les mesures montrent une dispersion considérable, avec des écarts de plus de 10 dB entre passages du même type d'appareil à la même altitude. L'exploitation statistique d'un grand nombre de mesures permet un résultat plus fiable.
| Le graphique qui aurait dû être présenté ici ne peut pas être affiché car il utilise l'ancienne extension Graph, désactivée pour des questions de sécurité. Des indications pour créer un nouveau graphique avec la nouvelle extension Chart sont disponibles ici . |

Comme l'évènement sonore que représente le passage se dégage progressivement du fond, le niveau d'exposition équivalent (SEL) se calcule avec une limite temporelle plus ou moins arbitraire. Un avion qui vole plus lentement peut être moins bruyant à basse altitude ; mais la durée du passage est supérieure, et le niveau d'exposition équivalente (SEL) s'en trouve augmenté.
En descente à l'atterrissage, le bruit est principalement d'origine aérodynamique, les moteurs contribuent peu. Il n'en est pas de même au décollage et en phase de montée, où la comparaison des appareils peut donner des résultats différents.
Au sol, les avions produisent du bruit que les aéroports doivent maîtriser pour le confort et la sécurité des passagers et du personnel.

### L'émergence d'un bruit
L'exemple des avions montre un problème constant dans la comparaison du volume des bruits. Le désagrément induit par un bruit temporaire n'est pas de même nature que celui d'un bruit permanent. En France, la réglementation sur le bruit tient compte de l'émergence du bruit. Encore faut-il pouvoir mesurer le bruit d'ambiance, dans sa variation en fonction de l'heure et des conditions météorologiques. L'évaluation de l'émergence du bruit provenant d'une source déterminée implique l'enregistrement, sinon du son, du moins de la pression acoustique, sur une longue durée. Le matériel audio numérique le permet depuis le début du XXIe siècle. Il faut encore, sur cet enregistrement, évaluer les perturbations sonores de diverses sources les unes par rapport aux autres, un signal d'alarme anti-effraction, les aboiements d'un chien, le passage d'un véhicule, d'un avion, plus ou moins puissantes et plus ou moins récurrentes. La réglementation a dû différencier les bruits de voisinage et de loisirs de ceux d'origine industrielle, des bruits autour des infrastructures routières et ferroviaires et de ceux des aéronefs. Aucune mesure physique ne peut prétendre refléter avec exactitude la gêne que des occupations divergentes de l'espace se provoquent réciproquement, quoique des études associant évaluations subjectives et mesures physiques se consacrent à ce sujet.
Les règlements caractérisent l'émergence par une différence de niveau global pondéré, par rapport à une ambiance. Outre le fait que l'ambiance n'est pas généralement continue, mais faite d'une série de petits évênements sonores, parmi lesquels certains peuvent se détacher autant que le bruit dont on cherche à mesurer l'émergence, le spectre de ce dernier est le plus souvent différent du fond. Ce contraste le fait distinguer plus facilement, ce qui doit affecter la comparaison entre le volume issu des sources.

### Niveaux en décibels par situation
Dans l'usage courant, un niveau de bruit exprimé en décibels est un niveau de pression acoustique Lp = 0 dB re 20 μPa. Pour les niveaux faibles, on utilise souvent la pondération A.
- 10 dB = vent dans les arbres[16]
- 15 dB = niveau de bruit d'un bruissement de feuilles[17],
- 20 dB = voix chuchotée[18],
- 30 dB = niveau de bruit de chuchotements[19],
- 40 dB = niveau de bruit d'une salle d'attente[20],
- 55 dB = Conversation normale[21], moyenne[18], rue piétonne normale[17].
- 60 dB = niveau de bruit d'un ordinateur personnel de bureau à 0,6 mètre[réf. nécessaire],
- 65 dB = niveau de bruit d'une voiture essence roulant à 60 km/h à 20 mètres[réf. nécessaire], ainsi que des aspirateurs domestiques vendus comme silencieux;
- 70 dB = niveau de bruit permettant la communication face à face[22], rue animée normale[17],
- 80 dB = niveau de bruit d'une cabine d'avion typique en classe touriste,
- 85 dB = Seuil de risque pour l'oreille[17] : Voix criée[17], niveau de bruit d'un camion diesel roulant à 50 km/h à 20 mètres[réf. nécessaire],
- 92 dB = niveau de bruit d'une tondeuse à gazon à moteur thermique à 1 mètre[réf. nécessaire],
- 95 dB = niveau de bruit d'une rotative à journaux[réf. nécessaire],
- 103 dB = niveau de bruit d'un métier à tisser[réf. nécessaire],
- 95 à 115 dB = niveau de bruit des avions à proximité des aéroports[7],[23]
- 100 à 110 dB = niveau de bruit d'un marteau pneumatique à 5 mètres[24] ainsi que d'une alarme[17].
- 120 dB = Seuil de la douleur[25].
- 125 dB = niveau de bruit d'un avion à réaction au décollage à 20 mètres[26].

### Autre liste de bruits
- De 0 à 10 dB : désert ou chambre anéchoïque[27]
- De 10 à 20 dB : cabine de prise de son, « tic-tac » de l’aiguille trotteuse d’une montre[28]
- De 20 à 30 dB : conversation à voix basses[22], chuchotement[27]
- De 30 à 40 dB : forêt[27]
- De 40 à 50 dB : bibliothèque, lave-vaisselle[29]
- De 50 à 60 dB : lave-linge[réf. nécessaire]
- De 60 à 70 dB : sèche-linge, sonnerie de téléphone, téléviseur, conversation courante cantine scolaire[réf. nécessaire]
- De 70 à 80 dB : aspirateur, restaurant bruyant, passage d’un train à 80 km/h[réf. nécessaire]
- De 80 à 90 dB : tondeuse à gazon, klaxon de voiture, tronçonneuse électrique, sonnerie de téléphone[réf. nécessaire]
- De 90 à 100 dB : Baladeur à haut volume[17], route à circulation dense, atelier de forgeage, TGV à 300 km/h à 25 m[réf. nécessaire]
- De 100 à 110 dB : marteau-piqueur à moins de 5 mètres dans une rue[17], discothèque[17], concert amplifié[17]
- De 110 à 120 dB : tonnerre, atelier de chaudronnerie, vuvuzela à 2 mètres[réf. nécessaire]
- De 120 à 130 dB : sirène d’un véhicule de pompier, tronçonneuse thermique, avion au décollage (à 300 mètres)[réf. nécessaire]
- De 140 à 150 dB : course de Formule 1, avion au décollage, pétard d'avertissement SNCF[k] (placé sur un rail, sert à avertir le conducteur du train d'un danger)[30], pétards de fête[31]
- 150 dB : fusil d’assaut[32]
- 180 dB : décollage de la fusée Ariane, lancement d’une roquette[33]

## Volume en sones
Les pressions acoustiques, sans être de véritables mesures physiques, puisqu'elles ne précisent pas la bande de fréquences concernées, qui est implicitement celle de l'audition humaine, n'en sont pas pour autant des mesures du volume sonore perçu, même en leur appliquant les pondérations normalisées A ou C. De nombreux sons, ayant le même niveau de pression acoustique pondéré, ont un volume perçu différent.
Stanley Smith Stevens a proposé en 1936 une méthode pour calculer, à partir d'une mesure de pression acoustique par bandes d'octave, un indice de sonie qu'il a appelé le sone. Eberhard Zwicker, quelques années plus tard, a mis au point une méthode plus raffinée, fondée sur une mesure de la pression acoustique par bandes de tiers d'octave. L'une et l'autre tiennent compte de la sensibilité humaine différente selon la fréquence et le niveau sonore et tiennent compte de l'effet de masque d'un son par un autre, ainsi que des différences de perception sonore selon que l'on se trouve dans un champ frontal ou dans un champ diffus. La norme internationale ISO 532 les détaille l'une et l'autre.
1 sone correspond à une perception de sonie équivalente à celle que produit un son pur de 1 000 Hertz à un niveau de pression acoustique de 40 dB re 20 μPa. 2 sones correspondent à la perception humaine d'un son deux fois plus intense.

### Exemples de pressions acoustiques, niveaux de pression et volumes en sones
| Source sonore                        | Pression acoustique | Niveau de pression | Volume       |
|                                      | pascal              | dB re 20 µPa       | sone         |
| ------------------------------------ | ------------------- | ------------------ | ------------ |
| Seuil de la douleur                  | 100                 | 134                | ~ 676        |
| Dommages à court terme               | 20                  | approx. 120        | ~ 250        |
| Jet, 100 m distant                   | 6 - 200             | 110 - 140          | ~ 125 - 1024 |
| Marteau-piqueur, à 1 m / discothèque | 2                   | approx. 100        | ~ 60         |
| Dommages à long terme                | 6 × 10−1            | approx. 90         | ~ 32         |
| Route majeure, à 10 m                | 2 × 10−1 - 6 × 10−1 | 80 - 90            | ~ 16 - 32    |
| Voiture, à 10 m                      | 2 × 10−2 - 2 × 10−1 | 60 - 80            | ~ 4 - 16     |
| Téléviseur à volume normal, à 1 m    | 2 × 10−2            | env. 60            | ~ 4          |
| Discussion normale, à 1 m distant    | 2 × 10−3 - 2 × 10−2 | 40 - 60            | ~ 1 - 4      |
| Pièce très calme                     | 2 × 10−4 - 6 × 10−4 | 20 - 30            | ~ 0.15 - 0.4 |
| Brise, respiration calme             | 6 × 10−5            | 10                 | ~ 0.02       |
| Seuil d'audibilité à 2 kHz           | 2 × 10−5            | 0                  | 0            |

## [35]Quantification de la gêne occasionnée par le bruit
Mesurer le niveau sonore ne suffit pas pour représenter la gêne qu'occasionne un son indésirable. Les méthodes d'investigation de celle-ci incluent l'interrogation des personnes exposées.